# Laguna de Valleseco
La laguna de Valleseco es un área recreativa situada dentro del parque rural de Doramas en el municipio de Valleseco, Gran Canaria, España. La forma una caldera volcánica rellena por una vegetación autóctona. 

## Zona recreativa

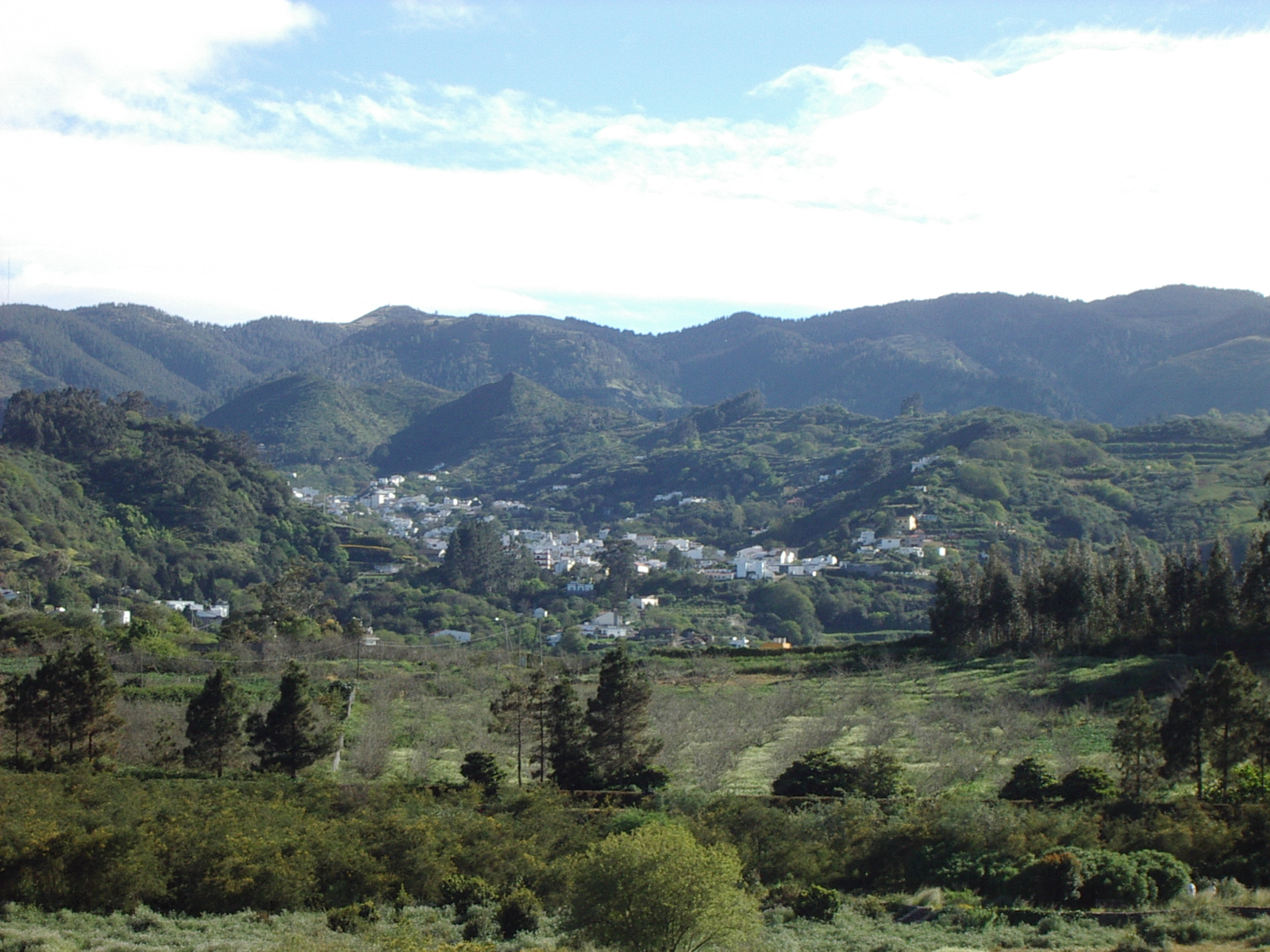
Valleseco desde La Laguna

La zona está acondicionada para el desarrollo de actividades lúdicas rodeados de el entorno. Entre ellas encontramos la posibilidad de realizar asaderos al contar con fogones y chorros de agua, perfectos para pasar un día en familia comiendo bajos los castaños.
Por otro lado, cuenta con un hipódromo que rodea el perímetro del recinto utilizado durante las carreras hípicas que se organizan en las fiestas del municipio.
En el centro de La Laguna se encuentra la charca que da nombre al lugar, un espacio destinado para la observación de aves autóctonas y migratorias como: Pochas, garzas comunes, garzas reales, capirotes, mirlos, pinzones comunes, gaviotas, etc., para ello dispone de un mirador ornitológico desde donde sentarse a observar o fotografiar  la fauna de la charca.